# مناحيم كوهن
مناحيم كوهن هو سياسي إسرائيلي، ولد في 5 يوليو 1922 في القدس في إسرائيل، وتوفي في 11 مارس 1975 في إسرائيل. نشط حزبياً في ماباي. وقد انتخب عضو الكنيست ‏ (30 نوفمبر 1959 – 21 يناير 1974) وانتخب عضو الكنيست ‏ (19 مايو 1951 – 20 أغسطس 1951).